# Апулийский диалект
Апули́йские диале́кты (итал. dialetti della Puglia) — общее название группы весьма разнообразных южно-итальянских говоров, распространённых в области Апулия, на юго-востоке Апеннинского полуострова. В ходе своего развития апулийские говоры испытали влияние греческого, албанского и арабского языков.

## Говоры
- диалект Фоджи
- диалект Бари
- диалект Таранто
- диалект Саленто
  - северо-салентинский говор
  - центрально-салентинский говор
  - южно-салентинский говор

Салентинские говоры часто относят к группе итальянских диалектов крайнего юга. Несмотря на своё своеобразие, все они в последнее время испытывают влияние литературного итальянского языка.